# Лукресія Мартель
Лукре́сія Марте́ль (ісп. Lucrecia Martel, нар.14 грудня 1966, Сальта) — аргентинська кінорежисерка, кіносценаристка і продюсерка. Її фільми неодноразово були представлені у конкурсних програмах Каннського, Венеційського, Берлінського, Торонтського та багатьох інших міжнародних кінофестивалів.

## Життєпис
Друга із семи дітей, Мартель народилась і виросла у Сальті, Аргентина. Її батько Ферді володів фарбувальною майстернею, а мати Бочі була домогосподаркою. У віці 15 чи 16 років Мартель вперше скористалася відеокамерою, яку батько купив для збереження сімейних спогадів.
Після закінчення середньої школи Мартель мала намір вивчати фізику в Інституті Бальсейро, однак вона «почала сумніватися» і замість цього записалася на курс історії мистецтва в Національному університеті Сальти, а також на курси хімічної інженерії та зоології в Тукумані. Страждаючи від невизначеності та намагаючись вирішити, що робити зі своїм життям, Лукресія також вирощувала свиней і навіть думала зробити це своїм майбутнім способом заробітку. Однак низькі продажі свиней довели, що це поганий варіант для побудови кар'єри. Після цього Мартель переїхала до Буенос-Айреса, щоб вивчати рекламу в Католицькому університеті. Почуваючись незручно через втрату віри в бога, Мартель вирішила дистанціюватися від католицтва та покинути університет, щоб продовжити навчання за новою програмою комунікаційних студій в Університеті Буенос-Айреса.
Не бажаючи нехтувати своїми творчими інтересами, під час навчання в Університеті вона записалася на вечірній курс анімації в Інституті кіномистецтва Авельянеди (IDAC). Тут Мартель почала знайомитися з людьми, які вивчали кіно, і зняла свої перші короткометражні фільми.
Навчалася в Експериментальній кіношколі Авельянеди, а потім у Національній експериментальній кіношколі у Буенос-Айресі. Після закриття школи через фінансові проблеми займалася самоосвітою.
Спершу займалася режисурою короткометражок: «56» (1988), «24 поверх» (1989), «Червоні поцілунки» (1991), «Мертвий король» (1995). Картина «Мертвий король» вийшла в прокат в Аргентині, як частина кіноальманаху «Розповіді» (1995), а також отримала кілька фестивальних нагород. З 1995 по 1998 роки працювала на телебаченні над дитячими програмами й документальними фільмами, а також телесеріалами, зокрема «D.N.I.» (1995).
Перший повнометражний фільм Лукресії «Болото» (2001) отримав велику кількість премій на міжнародних кінофестивалях та був номінований на «Золотого ведмедя» Берлінського кінофестивалю.
2002 року була членкинею журі Берлінського фестивалю.
Друга повнометражна стрічка режисерки «Свята» 2004 року була номінована на Золоту пальмову гілку Каннського кінофестивалю.
2006 року була членкинею журі Каннського фестивалю.
Третій фільм Мартель «Жінка без голови» (2008), продюсером якого став Педро Альмодовар, також брав участь у конкурсній програмі Каннського кінофестивалю.
2008 року була членкинею журі Венеційського кінофестивалю.
Короткометражний фільм Мартель «Новий Аргірополіс» (2010) метафорично представляє опір корінного населення тиску з боку аргентинської держави, а також неминучу культурну гібридизацію, яка виникає між двома націями. Свою назву він отримав від книги «Аргірополіс», що вийшла у 1850 році, і була написана колишнім президентом Аргентини та політичним активістом Домінго Фаустіно Сарм'єнто, в якій Аргірополіс — це назва столиці утопічної демократичної конфедерації Аргентини, Уругваю та Парагваю. Короткометражний фільм був замовлений Міністерством культури Аргентини в рамках святкування двохсотріччя та показаний у кінотеатрах як частина більшого фільму-антології «25 поглядів, 200 хвилин» (2010).
У липні 2011 року відбулася прем'єра короткометражного фільму «Мутувати». Стрічка була створена на замовлення італійського юренду одягу Miu Miu та є другою у серії фільмів «Жіночі казки», яка складається з короткометражних фільмів, знятих у співпраці з відомими міжнародними режисерками. У своєму наступному короткометражному фільмі «Ліги» (2015) Мартель досліджує тему ізоляції в корінних громадах Аргентини. Названий на честь архаїчної одиниці вимірювання, фільм показує, як освіта може породжувати розділення та дискримінацію.
Прем'єра четвертого повнометражного фільму Мартель «Зама» відбулася на Венеційському міжнародному кінофестивалі в серпні 2017 року. Це адаптація однойменного роману Антоніо ді Бенедетто, у якому розповідається про трагічну історію дона Дієго де Зами, іспанського колоніального функціонера в Асунсьйоні, який марно чекає, поки начальство дасть дозвіл на його повернення додому до дружини та родини.. Фільм був показаний в програмах Міжнародного кінофестивалю в Торонто та Нью-Йоркському кінофестивалі та отримав широке визнання критиків. Фільм було відібрвно для представлення Аргентини на кінопреміях преміях Оскар та Гойя, де він отримав номінацію як найкращий іспаномовний іноземний фільм.
У 2018 році до Мартель звернулися представники Marvel Studios, і запропонували режисерці зняти фільм «Чорна вдова», але вона відмовилася, оскільки хотіла мати можливість знімати власні бойовики.
2019 року була обрана головою журі Венеційського кінофестивалю.

## Особисте життя
Мартель — відкрита лесбійка. Режисерка перебуває у стосунках зі співачкою Хульєтою Ласо.
Станом на червень 2018 року Лукресія Мартель живе у Буенос-Айресі.

## Фільмографія

### Повнометражні фільми
- Болото / La ciénaga (2001)
- Свята / La niña santa (2004)
- Жінка без голови / La mujer sin cabeza (2008)
- Зама / Zama (2017)

### Короткометражки
- 56 / El 56 (1988)
- 24-й поверх / Piso 24 (1989)
- Червоні поцілунки / Besos rojos (1991)
- Мертвий король / Rey Muerto (1995)
- Новий Аргірополіс / Nueva Argirópolis (2010)
- Риба / Pescados (2010)
- Мутувати / Muta (2011)
- Ліги / Leguas (2015)
- ШІ / AI (2019)
- Північний термінал / Terminal Norte (2021)
- Покоївка на поверсі / Camarera de Piso (2022)

### Телесеріали
- D.N.I. (1995)
- Magazine for Fai (1996)
- Las dependencias (1999)

## Нагороди та номінації

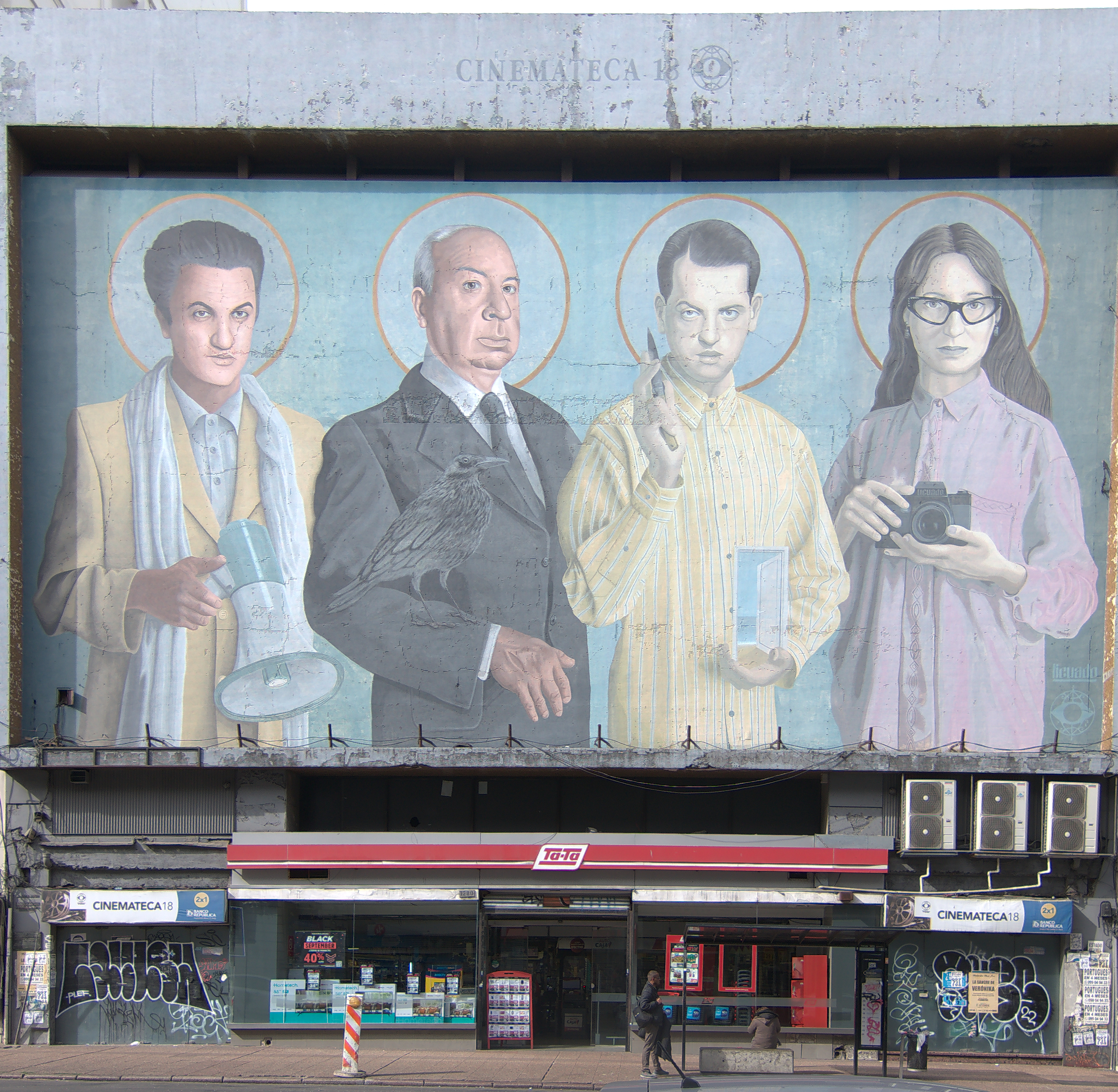
Мураль у м. Монтевідео, що зображає Фелліні, Хітчкока, Бунюеля і Мартель

- 1999 — премія NHK за фільм «Болото» на кінофестивалі «Санденс»
- 2001 — нагорода Альфреда Бауера та номінація на Золотого ведмедя Берлінського кінофестивалю за фільм «Болото»
- 2002 — номінація на MTV Movie Awards за фільм «Болото»
- 2004 — номінація на Золоту пальмову гілку Каннського кінофестивалю за фільм «Свята»
- 2008 — номінація на Золоту пальмову гілку Каннського кінофестивалю за фільм «Жінка без голови»
- 2011 — премія «Конекс[en]» як найкращій режисерці 2001—2010 років
- 2018 — номінація на премію «Гоя» за фільм «Зама»
- 2021 — премія «Конекс» як найкращій режисерці 2011—2020 років
- 2023 — докторка honoris causa Університету Буенос-Айреса, Левенського католицького університету і Національного університету Сальти[en][33][34]
- 2023 — почесна громадянка міста Монтевідео[35]